# Garete

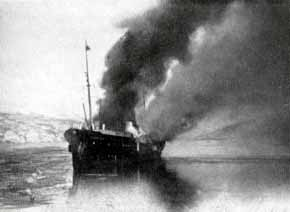
El SS Dronning Maud al garete después de ser tocado por bombas alemanas en Narvik durante la SGM.

Quedar o irse al garete, es un término que se refiere a una embarcación que por haber perdido sus anclas, tener una avería en sus máquinas u otra causa cualquiera, se mueve impulsada por la fuerza del viento, del mar o de la corriente.
Cuando le ocurre tal accidente a un buque navega, en general, atravesado a la fuerza impulsiva que lo arrastra o empuja, por lo cual la influencia de la pala del timón es nula y el buque marcha al capricho de la resultante de los tres elementos que lo impulsan, guiñando al principio, hasta que una vez atravesado encuentre su posición de equilibrio más o menos estable.
Todo buque que en alta mar se encuentre sin gobierno, es decir, yéndose al garete, debe izar en el palo trinquete en una misma driza dos bolas negras de 61 centímetros de diámetro si es de día o dos luces rojas si es de noche.